# Geallieerden (Tweede Wereldoorlog)

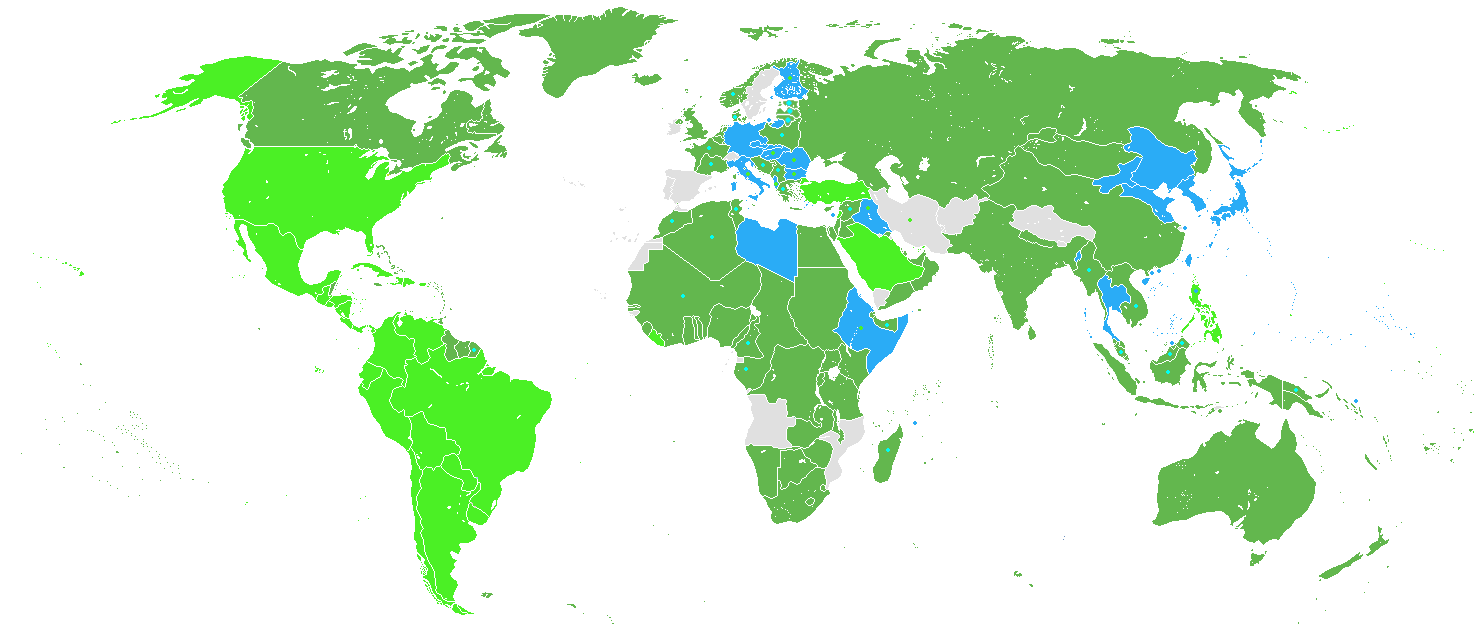
De groenen zijn de geallieerden, waarvan de lichtgroene pas na Pearl Harbor deelnamen.

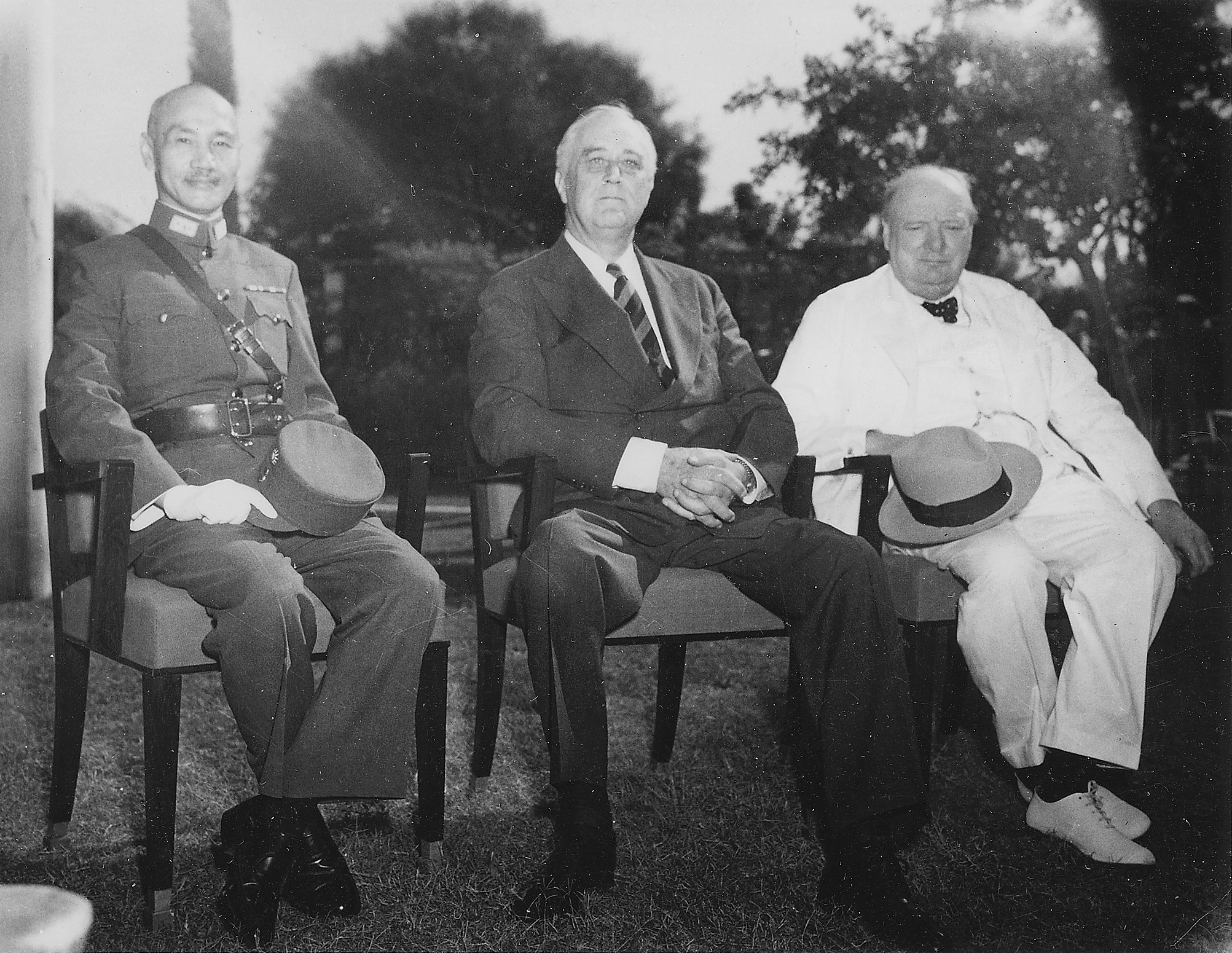
Chiang Kai-shek, Franklin Delano Roosevelt en Winston Churchill in Conferentie van Caïro op 25 november 1943.

De geallieerden is de benaming voor een groep landen die een militaire coalitie vormden tegen de initiatiefnemers van de Tweede Wereldoorlog: nazi-Duitsland, het Italië en Japan, de zogenaamde asmogendheden. De geallieerden noemden zich vanaf 1942 officieel de Verenigde Naties.
Onder meer de volgende landen behoorden tot de geallieerden: het Verenigd Koninkrijk, China, de Verenigde Staten, en de Sovjet-Unie.

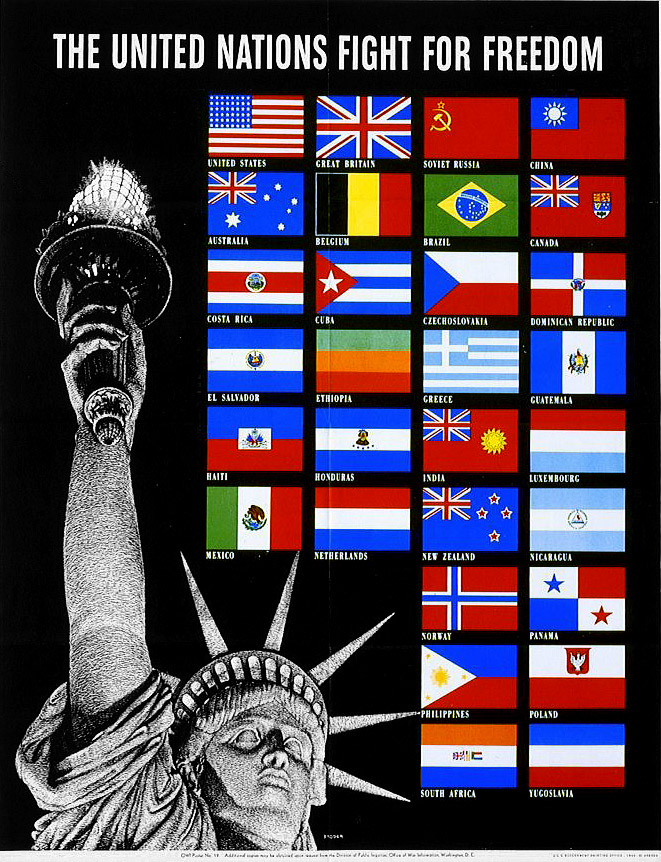
Affiche voor vrijheid met de geallieerden in de zomer van 1941

Een tweede categorie geallieerden vormden de door de asmogendheden militair veroverde landen als Polen, Noorwegen, Frankrijk, België en Nederland. Deze bezette landen kregen een marionettenregering onder Duitse supervisie, of werden geheel bij Duitsland ingelijfd, maar vormden daarnaast (tegen)regeringen in ballingschap. Deze regeringen werden na verloop van tijd meestal door de geallieerden als wettig erkend. Na de geallieerde overwinning werden ze in de betreffende landen geïnstalleerd of in ere hersteld. Ook leverden uitgeweken leger-, marine en luchtmachtonderdelen, alsmede vrijwilligers uit deze landen, een niet onaanzienlijk aandeel in de geallieerde oorlogsinspanning. Bovendien behoorden hun militaire troepen, die voor hun onder de bezetting levende familie en landgenoten streden, tot de best gemotiveerden van de geallieerde legers.
Een derde groep landen was niet direct door de asmogendheden bedreigd of met hen in conflict, sloot zich om economische, ideologische of politieke redenen aan. Onder deze groep vielen onder andere de meeste Latijns-Amerikaanse landen zoals Mexico en Brazilië, alsmede Turkije. Hun oorlogsverklaringen aan de asmogendheden waren in sommige gevallen meer van symbolische waarde, zo verklaarde Argentinië bijvoorbeeld Duitsland pas op 27 maart 1945 de oorlog en Turkije in april, terwijl andere landen zoals Brazilië ook substantiële hulp boden.
De laatste categorie werd gevormd door landen die zelf tot de asmogendheden hadden behoord of regeringen hadden die pro-Asmogendheden waren, en onder geallieerde druk van zijde wisselden. Dit waren bijvoorbeeld Italië, na de geslaagde geallieerde landing op Sicilië, Iran, Roemenië, en een aantal andere landen. Veelal had het slechte oorlogsverloop in deze landen geleid tot een politieke omwenteling, waarna een pro-geallieerde of communistische regering aan de macht kwam. Vaak eisten de geallieerden een oorlogsverklaring aan de asmogendheden, maar vaak deed de regering dit ook uit eigen beweging in de hoop op minder harde vredesvoorwaarden. Roemenië kreeg bijvoorbeeld in ruil voor de oorlogsverklaring aan Duitsland en Hongarije Transsylvanië terug. Zulke oorlogsverklaringen leidden overigens, wanneer er nog Astroepen in het land waren, tot (tegen de bevolking gerichte) wraakacties, zoals de Laplandoorlog en het opzettelijk laten overstromen van de Pontijnse moerassen.

## Data van aansluiting bij de geallieerden

### Na de Duitse aanval op Polen
- Polen: 1 september 1939
- Verenigd Koninkrijk: 3 september 1939, inclusief:
  -  Brits-Indië
  -  Britse Koloniën
  -  Australië: 3 september 1939
  -  Nieuw-Zeeland: 3 september 1939
  -  Canada: 10 september 1939
- Frankrijk: 3 september 1939, (tot 22 juni 1940, daarna As-bondgenoot Vichy-Frankrijk en geallieerde  Vrije Fransen) inclusief:
  -  Franse overzeese gebieden
- Nepal: 4 september 1939
- Zuid-Afrika: 6 september 1939

### Na de Schemeroorlog
- Denemarken: 9 april 1940
- Noorwegen: 9 april 1940
- België: 10 mei 1940, inclusief:
  -  Belgisch-Congo
- Luxemburg: 10 mei 1940
- Nederland: 10 mei 1940, inclusief:
  -  Nederlands-Indië
  -  Nederlandse koloniën
- Vrije Fransen: 18 juni 1940
- Tsjecho-Slowaakse regering in ballingschap: 18 juli 1940
- Griekenland: 28 oktober 1940
- Joegoslavië: 6 april 1941

### Na de Duitse aanval op de Sovjet-Unie
- Sovjet-Unie: 22 juni 1941 (samengewerkt met asmogendheden bij de Poolse Veldtocht)
- Volksrepubliek Toeva: 25 juni 1941 (geannexeerd door de Sovjet-Unie in 1944)
- Volksrepubliek Mongolië: 25 juni 1941 (bood geen troepen of voorraden aan, deed echter wel actief mee met de Sovjet Oorlog tegen Japan)

### Na de aanval op Pearl Harbor
- Panama: 7 december 1941
- Verenigde Staten: 8 december 1941, inclusief:
  -  Amerikaans-Samoa
  -  Guam
  -  Filipijnen
  -  Puerto Rico
  -  Amerikaanse Maagdeneilanden
  -  Amerikaanse koloniën
- Costa Rica: 8 december 1941
- Dominicaanse Republiek: 8 december 1941
- El Salvador: 8 december 1941
- Vietnam (Vietminh): 8 december 1941
- Haïti: 8 december 1941
- Honduras: 8 december 1941
- Nicaragua: 8 december 1941
- China: 9 december 1941 (in oorlog met Japan sinds 1937)
- Guatemala: 9 december 1941
- Cuba: 9 december 1941
- Koreaanse regering in ballingschap: 10 december 1941

- Peru: 12 februari 1942
- Mexico: 22 mei 1942
- Brazilië: 22 augustus 1942
- Ethiopië: 14 december 1942 (voorheen bezet door  Italië)
- Irak: 17 januari 1943 (bezet door de geallieerden in 1941)
- Bolivia: 7 april 1943
- Iran: 9 september 1943 (bezet door geallieerden in 1941)
- Italië: 13 oktober 1943 (voorheen lid van de asmogendheden)
- Colombia: 26 november 1943
- Joegoslavië: 1 december 1943
- Liberia: 27 januari 1944

### Na D-Day
- Roemenië: 23 augustus 1944 (voorheen een lid van de asmogendheden)
- Bulgarije: 8 september 1944 (voorheen een lid van de asmogendheden)
- San Marino: 21 september 1944
- Albanië: 26 oktober 1944 (voorheen bezet door  Italië)
- Bhawulpore: 2 februari 1945 (Land in voormalig  Brits-Indië)
- Ecuador: 2 februari 1945
- Paraguay: 7 februari 1945
- Uruguay: 15 februari 1945
- Venezuela: 15 februari 1945
- Turkije: 23 februari 1945
- Libanon: 27 februari 1945
- Saoedi-Arabië: 1 maart 1945
- Finland: 4 maart 1945 (voorheen oorlog gevoerd tegen de Sovjet-Unie)
- Argentinië: 27 maart 1945
- Chili: 11 april 1945 (verklaart alleen de oorlog aan Japan)

### Na het bombardement in Hiroshima en Nagasaki
- Mongolië: 9 augustus 1945 (verklaart alleen de oorlog aan Japan)

## De grote mogendheden
Hieronder staan de grote mogendheden die betrokken waren bij de Tweede Wereldoorlog.

### Verenigd Koninkrijk

Verenigd Koninkrijk

Het Verenigd Koninkrijk kwam zwaar geschonden uit de Eerste Wereldoorlog. Weliswaar hadden ze de oorlog gewonnen en was zelfs het grondgebied uitgebreid met een aantal mandaatgebieden, maar de offers waren veel groter. Veel jongemannen verloren hun leven terwijl ze in de loopgraven vochten voor enkele meters 'niemandsland'. Ook de financiële en politieke situatie was niet rooskleurig. Financieel had de oorlog veel gekost, mede door de leningen bij de VS. Hierdoor moest Duitsland veel gaan betalen aan de Entente.
Enkele koloniën zagen kans, door de zwakke thuissituatie, om tegen het bewind te protesteren. Zo was het in Brits-Indië in het interbellum erg onrustig door de geweldloze acties en protesten van Gandhi en aanhangers, maar er waren ook genoeg radicalen die tegen het bewind vochten.
In Ierland werd er een strijd gevoerd die later de onafhankelijkheid van het land inluidde. Ook de Dominions Australië, Canada en Nieuw-Zeeland kregen steeds meer bestuurlijke vrijheden. Ze waren bijna onafhankelijk, alleen de Britse monarch stond nog tezamen boven deze landen. Het Verenigd Koninkrijk was een van de leidende naties in de Volkenbond. Ze probeerde, samen met Frankrijk, de stabiliteit en rust te bewaren. Toen Adolf Hitler aan de macht kwam en gebiedsuitbreiding wilde, en later ook kreeg, was Neville Chamberlain de premier van het land. Hij voerde een appeasementpolitiek. Zo werd Tsjecho-Slowakije uitgeleverd aan nazi-Duitsland en kreeg Hitler veel vrijheid.
Toen Polen het volgende slachtoffer dreigde te worden van Hitlers gokken, was het genoeg. Het Verenigd Koninkrijk stelde zich samen met Frankrijk hard op toen nazi-Duitsland Polen de oorlog verklaarde. Op 3 september 1939 werd de oorlog aan de nazi's verklaard. Dit leidde tot de Schemeroorlog. Afgezien van een paar slagen op zee en een mislukt Saaroffensief, gebeurde er vrij weinig. Wel bleek het later van belang dat de Britten en Fransen tot het bittere einde tegen Hitler en zijn fascisten gingen vechten.

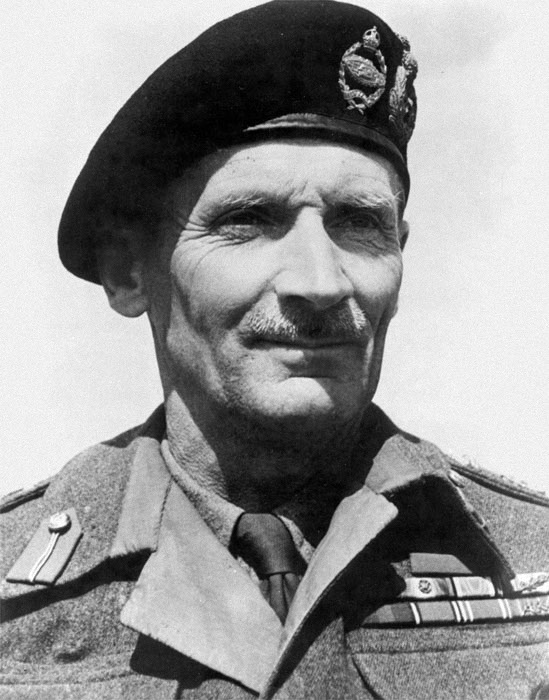
De Britse veldmaarschalk Bernard Montgomery

Net zoals in de Eerste Wereldoorlog was er in de Tweede Wereldoorlog een British Expeditionary Force. Dit leger was bedoel om de Fransen te helpen om een Duitse invasie te weerstaan. Het BEF, in 1940 onder leiding van Lord Gort, moest op het vasteland van Europa snel een beslissing kunnen forceren in het voordeel van de geallieerden. Maar zelfs de aanwezigheid van dit grote leger (10 divisies verdeeld in 3 legerkorpsen) kon de Duitsers niet stoppen en uiteindelijk moest in Operatie Dynamo een groot deel van de manschappen geëvacueerd worden. Doordat het een gehaaste operatie was met veel vissersboten en andere handelsschepen, moest veel materiaal en gevechtsuitrustingen achtergelaten worden. Dit was een flinke slag voor de Britten. Terwijl zo'n 330.000 manschappen gered waren, was het meeste materiaal (o.a veel munitie, geweren en artillerie) verloren gegaan.
In het begin verliep de oorlog ongunstig voor het Verenigd Koninkrijk. Vitale bondgenoten zoals Frankrijk en de Lage Landen, evenals enkele Scandinavische landen, gingen verloren aan Duitsland. Het Verenigd Koninkrijk vocht als enige land, samen met de koloniën weliswaar, nog tegen Duitsland. Uiteindelijk kon ook Winston S. Churchill, die begin mei 1940 Chamberlain was opgevolgd, Hitlers verovering van de Balkan in 1941 niet stoppen.
Intussen was, na de Duitse verovering van Frankrijk, de Slag om Engeland gewonnen door de Britten. Door de zege in deze belangrijke luchtoorlog was een invasie op het eiland afgewend. Wel werden de Kanaaleilanden bezet door de Duitsers. In Noord-Afrika vochten de Britten nog steeds tegen de Italianen en Duitsers. In 1942 werden bij El Alamein twee slagen uitgevochten waarbij de geallieerden beslissend in het voordeel kwamen, hierbij werd de Suez en Egypte niet veroverd door de asmogendheden. Het Verenigd Koninkrijk bleef hierdoor een beter zeetransport behouden, evenals de belangrijke olievelden in Egypte en het Midden-Oosten.
Toen het Japanse Keizerrijk Pearl Harbor aanviel, kreeg Churchill de vriend in de oorlog die hij erbij wilde betrekken: De Verenigde Staten van Amerika. Hierbij kreeg Churchill een bondgenoot die een enorm potentieel aan grondstoffen, geld, wapens en andere belangrijke materialen had.

### Frankrijk

Frankrijk

Frankrijk had ook geleden in de Eerste Wereldoorlog, meer nog dan Groot-Brittannië. Tienduizenden vierkante kilometers Frans gebied waren bezet geweest of verwoest, vrijwel een hele generatie jongemannen was uitgeroeid op het slagveld, en de Fransen hadden een grote staatsschuld opgebouwd om de oorlog te financieren. Frankrijk stond dan ook aanvankelijk een harde behandeling van het verslagen Duitsland voor, en was de "havik" van de Parijse vredesconferentie. In 1923 trachtte Frankrijk de naleving van het verdrag van Versailles af te dwingen door het Ruhrgebied te bezetten. Met de gedane herstelbetalingen loste Frankrijk zijn eigen schulden af. Verder had Frankrijk militaire allianties lopen met een aantal Centraal-Europese staten ten oosten van Duitsland, om zo dit laatste land "in de tang" te houden.
Toen Duitsland echter daadwerkelijk in de jaren 30 weer een machtspositie begon te krijgen, bleef er weinig van deze harde krijgshaftige stemming over. "Waarom weer een bloederige oorlog beginnen en opnieuw een generatie opofferen?", luidde het devies. En zo deed Frankrijk weinig toen Duitsland het Rijnland herbezette in strijd met het verdrag van Locarno en een nieuw leger opbouwde. In 1938 liet Frankrijk ook Tsjecho-Slowakije vallen op de conferentie van München. Na de volledige bezetting van dit land in 1939 kwam echter het besef door dat Hitler nooit tevreden zou zijn en alleen maar meer zou eisen naarmate hij meer kreeg. Inzake Polen namen Frankrijk en Groot-Brittannië dan ook een onverzoenlijke houding aan en verklaarden Duitsland op 3 september 1939 de oorlog naar aanleiding van de inval in Polen.
Maar de oorlog verliep ongunstig voor Frankrijk. Na de Schemeroorlog en een nederlaag in Noorwegen werd Frankrijk in een zes weken durende lentecampagne in 1940 door Duitsland onder de voet gelopen. Hierop vormde maarschalk Pétain een nieuwe regering die een marionettenstaat in Zuid-Frankrijk zou besturen: Vichy-Frankrijk. Een deel van de Fransen week echter met De Gaulle naar Engeland uit en vormde daar de Vrije Fransen, die aan geallieerde zijde mee bleven strijden. Na de overname van de Afrikaanse koloniën door de Vrije Fransen en geallieerden was het in 1944 de beurt aan Frankrijk zelf om bevrijd te worden. Na de oorlog werd de Vierde Republiek uitgeroepen.

### Sovjet-Unie

Sovjet-Unie

De Sovjet-Unie had aanvankelijk met de Duitsers samengewerkt. In het Molotov-Ribbentroppact van 1939 werd afgesproken dat de Sovjet-Unie Finland, Estland, Letland, Oost-Polen, Bessarabië en Boekovina zou mogen bezetten. Duitsland zou in ruil hiervoor de vrije hand krijgen in Litouwen (werd later geruild tegen een deel van Polen) en West-Polen. Verder werd er handel gedreven tussen Duitsland en de Sovjet-Unie, zodat Duitsland van grondstoffen werd voorzien. Dit  "duivelspact" sloeg elders in de wereld in als een bom. Ideologisch gezien was het ondenkbaar dat deze twee totalitaire staten een dergelijk pact zouden sluiten.
In de loop van 1940 groeiden de twee landen uit elkaar. De Sovjets hadden twee problemen met Duitsland: Duitsland begon een invloedssfeer op de Balkan te creëren en sloot een alliantie met Finland. Dit schiep een sfeer van omsingeling door de Duitsers. De Sovjet-Unie voelde zich hierdoor bedreigd, een oude traditie die al stamt van het Tsaristische Rusland, en begon het leger uit te breiden.
Duitsland was beducht voor een te machtige Sovjet-Unie, bovendien was de verovering van "Lebensraum" in het oosten een essentieel onderdeel van de nazi-ideologie. Hitler wilde niks horen van aanvallen op het eiland Malta of een uitbreiding van het Duitse Afrika Korps en was compleet gefocust op de uitgestrekte velden in het oosten. De Slavische rassen waren inferieur en moesten vernietigd worden, dus de Sovjet-Unie werd het volgende slachtoffer. Op 22 juni 1941 viel Duitsland dan ook de Sovjet-Unie binnen, ironisch genoeg bleef de handel tussen de Sovjet-Unie en Duitsland tot de aanval gewoon doorgaan.
De Sovjet-Unie bevond zich hierdoor ineens in het kamp anti-Duitsland en werd door de rest van de geallieerden gezien als een lid van deze groep. De Sovjets stelden zich ideologisch onverzoenlijk op tegenover de westerse (kapitalistische) democratieën, maar waren noodgedwongen om met de rest van de geallieerden samen te werken om nog steun te ontvangen. De samenwerking tussen de Sovjet-Unie enerzijds en de rest van de geallieerden anderzijds verliep al in het begin erg stroef. De Lend-Lease Act werd uitgebreid opdat de Sovjet-Unie veel steun kon ontvangen in de vorm van jeeps en andere voertuigen.
De Duitse opmars verliep erg goed in het begin. Zo konden na een paar weken al enorme saillanten worden afgesloten, de zogenaamde Kesselschlachten. Hierin werden soms meer dan 500.000 soldaten omsingeld en daarna vernietigd. Hierdoor verloor Stalin veel van zijn legers aan het front.
De Duitse opmars was verdeeld in 3 delen: Legergroep Noord, Midden en Zuid.

### Verenigde Staten

Verenigde Staten

Voor de Tweede Wereldoorlog vierde het isolationisme hoogtij. Dit hield in dat de Monroe-doctrine strikt gevolgd diende te worden: de Verenigde Staten bemoeide zich slechts met Amerika en verder niet. Vooral niet met "rare oorlogen in Europa". President Franklin Delano Roosevelt zag het gevaar van het machtiger wordende Duitsland, maar kon zonder steun van zijn achterban niets doen. Wel ging hij vrijwel tot de grens van oorlog met Duitsland door de Britten te ondersteunen in de Lend-Lease Act, en door IJsland en Groenland militair te bezetten.
Inmiddels was de Verenigde Staten in conflict gekomen met Japan. Japan trachtte in Azië en Oceanië een eigen invloedssfeer te creëren en probeerde na de val van Nederland en Frankrijk in 1940 hun koloniën in te palmen. De Verenigde Staten reageerde hierop met een olieboycot tegen Japan, hierin gesteund door Groot-Brittannië en Nederland. Dit bracht de Japanners ertoe geweld te gebruiken, en op 7 december 1941 viel Japan de Amerikaanse vloot bij Pearl Harbor aan. Vier dagen later volgde de Duitse oorlogsverklaring.
De geallieerden hadden nu de steun van het immense Amerikaanse productieapparaat. De Amerikaanse luchtmacht bombardeerde Duitsland en de Amerikaanse troepen namen deel aan de strijd in Europa. Ook Japan werd uiteindelijk door middel van een offensief en twee atoomaanvallen op de knieën gedwongen. De Amerikaanse grootmachtstatus, tot dan toe sluimerend, kwam nu volledig tot wasdom. President Roosevelt zou dit alles niet meer meemaken: hij overleed op 12 april 1945 en werd opgevolgd door zijn vicepresident Harry S. Truman.

### China

China

China was reeds vanaf 1937 officieel met Japan in oorlog (Tweede Chinees-Japanse Oorlog). Daarbij was de regering ook verwikkeld in een burgeroorlog met de communistische CCP, die wegens de Japanse dreiging voorlopig was opgeschort. Het buitenland keek passief toe en ook de Volkenbond bleek niet in staat tot enige actie. Er had weliswaar enige samenwerking met Duitsland bestaan (Sino-Duitse samenwerking), maar deze eindigde toen de nazi's nauwere banden met Japan aangingen.
In de jaren 40 veranderde dit. Nederland en Frankrijk waren bezet door de Duitsers, en ook Groot-Brittannië was niet meer in staat een militaire vuist te maken in Azië. Japan begon aanspraak  te maken op Nederlandse en Franse koloniën, wat tegenwerking van de Verenigde Staten uitlokte.
Dit leidde tot de aanval op Pearl Harbor, waarop de Verenigde Staten de oorlog aan Japan verklaarden. China verklaarde hierop ook de oorlog aan Duitsland en ontving buitenlandse hulp. Dit was nog steeds zeer problematisch daar de Japanners de gehele Chinese kust bezette en de Sovjet-Unie doorvoer van oorlogsmateriaal niet toestond op zijn gebied. Hierdoor kon in theorie slechts materiaal worden aangevoerd vanuit Brits-Indië over de Himalaya. Toch wisten de Chinezen met het weinige dat ze hadden de Japanners vast te houden in een strijd die voor Japan steeds uitzichtlozer begon te worden. In 1945 wisten de Chinezen de Japanners steeds verder terug te drijven. Na de Japanse overgave moest dit land alle in de afgelopen eeuw op China veroverde gebieden teruggeven.
In China zelf liepen bemiddelingspogingen tussen Mao Zedong en Chiang Kai-shek op niets uit, en laaide de Chinese Burgeroorlog opnieuw op.

## De kleinere landen

### België

België

Hoewel België voor de Duitse aanval neutraal was, werd het land onaangekondigd hard aangevallen door Duitsland. Hitler wilde niet de fout in gaan die de Duitsers in de Eerste Wereldoorlog had gemaakt; door België te onderschatten en te denken dat België zich niet (goed) zou verdedigen. Daarom nam hij België direct serieus en viel dan ook met veel troepen aan.
België was cruciaal voor de aanval op Frankrijk. Niemand had verwacht dat in de heuvelachtige landschappen van de Ardennen tanks konden doordringen. Ook de grens bij Sedan, Frankrijk, was niet goed bewaakt. Hierdoor kon Hitler makkelijk met zijn leger een omtrekkende beweging maken.

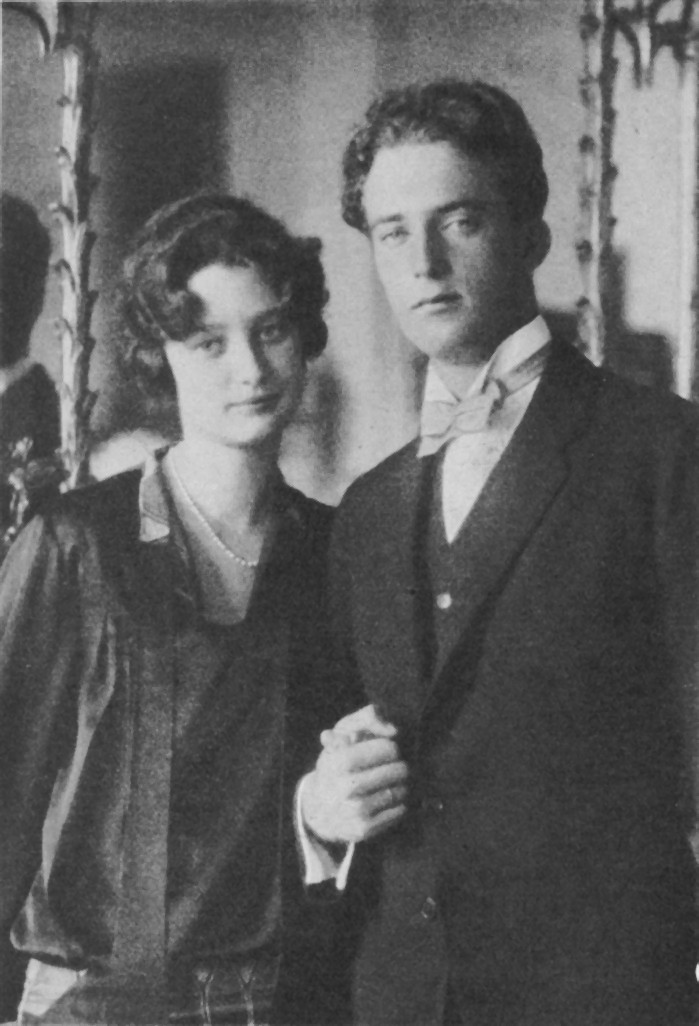
Leopold III en zijn vrouw in 1926

België was goed voorbereid op de oorlog tegen Duitsland. Als vanouds was België het slagveld tussen de landen Frankrijk en Duitsland. Koning Leopold III van België gebruikte deze wetenschap om zijn land te verdedigen. Hij liet een aantal forten bouwen en zijn leger werd goed getraind.
Door de slechte coördinatie tussen enerzijds het BEF, British Expeditionary Force, en het Franse leger, werd het leger toch binnen 3 weken verslagen. De koning bleef in Brussel maar weigerde om mee te werken met de Duitse bezetters.
Na de aanval voegde België zich toe aan de geallieerden, waartoe de regering in ballingschap had besloten. De regering in ballingschap, onder leiding van Hubert Pierlot, was gevlucht naar Londen om van daaruit de strijd voor bevrijding te hervatten. De Vrije Belgische Strijdkrachten werd opgericht in navolging van Charles de Gaulle en zijn Vrije Fransen. Het leger vocht onder andere in Noord-Afrika, in Ethiopië en in Noordwest-Europa.
Vanuit de Belgische kolonie Congo werden koloniale troepen aangevoerd om te vechten voor de geallieerden. Belgisch-Kongo was om een andere reden minstens even belangrijk:vanwege het uranium dat zich daar bevond voor het onderzoek naar en de productie van atoomwapens. De op Hiroshima uitgeworpen atoombom Little Boy bevatte voornamelijk uranium uit Belgisch-Kongo.
In 1944, na de invasie van Normandië, zetten Belgische troepen weer hun voet op de zwaar bevochten Belgische grond. Eind 1944 lanceerde Hitler een laatste Ardennenoffensief in de Ardennen. Ondanks de snelle Duitse expansie kwam het na 2 weken geheel tot stilstand, het doel Antwerpen en Brussel niet bereikt. Bastenaken was een belegerde stad maar hield uit. Eind januari 1945 was heel België weer bevrijd en kon de regering beginnen met de staat opnieuw opbouwen.

### Brazilië

Brazilië

Brazilië zat onder de dictatuur van Getúlio Vargas en had tot het begin van 1942 een neutraal standpunt. Het land was verdeeld tussen Pro-As en Pro-geallieerden. Vargas regeerde het land naar het voorbeeld van Italië onder Mussolini, met een meer populistische inslag. De politiek ging steeds meer hangen naar een dictatorschap en de communisten werden onderdrukt. 'Estado Novo', naar voorbeeld van de Portugese Salazar, werd het kern van de Braziliaanse staat.
Nazi-Duitsland had een grote invloed door middel van de handel. Het was de grootste handelspartner van Brazilië. Het land vertoonde ook fascistische neigingen. Tot het einde van de neutraliteit in 1942 was Vargas pro-Hitler en stuurde hem zelfs een felicitatie telegram op Hitlers verjaardag.
In 1942 koos Brazilië, onder druk van de VS, de kant voor de geallieerden. Dit kwam mede omdat de VS dichtbij was en een oorlog niet gewenst zou zijn tussen deze 2 landen. De handel met de VS was uiterst belangrijk en nazi-Duitsland ging steeds minder handelen vanwege de oorlog. Duitse onderzeeërs bedreigden de handel en enkele Braziliaanse schepen werden beschoten en zonken. Hierdoor was de keuze minder moeilijk voor Vargas. Ook liberaliseerde hij de regering en was het bewind meer vrij en gericht op de oorlog.
Nadat nazi-Duitsland, tussen februari en augustus, verschillende aanvallen had uitgevoerd vanuit onderzeeërs op Braziliaanse schepen koos Brazilië, op 22 augustus 1942, de kant van de geallieerden. Brazilië was vooral actief met het patrouilleren van de Zuid- en Middellandse deel van de Atlantische oceaan, en daardoor zich en andere landen te beschermen van Duitse onderzeeërs. Daarnaast beheerde Brazilië verschillende luchtbasissen, die door de geallieerden gebruikt konden worden. In 1944 stuurde Brazilië de 25.000 soldaat tellende Força Expedicionária Brasileira (Braziliaanse Expeditiemacht), en daarmee de enige troepen die naar Europa werd gestuurd uit heel Zuid-Amerika. Deze hebben zich toegevoegd aan het Amerikaanse Vijfde Leger onder leiding van generaal Mark Wayne Clark, die deel uitmaakte van de Italiaanse Campagne.

### Denemarken

Denemarken

Voor de Eerste Wereldoorlog en in de Eerste Wereldoorlog was Denemarken neutraal. Het kon zich geen tweede oorlog veroorloven met het Duitse Keizerrijk. In 1864 was het al Sleeswijk-Holstein kwijtgeraakt en als ze een tweede oorlog met Duitsland wilden beginnen zouden ze verpletterend verslagen worden. Het Deense leger was niet groot en het land zelf was ook klein. De enige landgrens is met Duitsland, dus ergens naartoe vluchten ging ook moeilijker.
Denemarken probeerde in de internationale politiek, die vanaf 1935 steeds grimmiger werd, neutraal te blijven. Ze sloten hiervoor een niet-aanvalsverdrag met nazi-Duitsland. Dit bleek niet voldoende. De Duitsers hadden Denemarken nodig zodat een Geallieerde invasie vanuit hier niet mogelijk zou worden. In Operatie Weserübung werden Denemarken en Noorwegen veroverd. Dit gebeurde op 9 april 1940. Afgezien van enkele schermutselingen aan de grens met Duitsland gaf Denemarken zich snel over. Dit kwam onder andere doordat Duitse parachutisten al in Kopenhagen waren gedropt zodat de regering geen effectieve bedreiging meer kon uitoefenen.

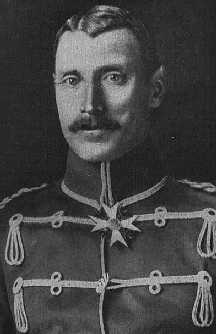
Christiaan X van Denemarken

De Deense overzeese gebieden en koloniën werden na de invasie bezet door de geallieerden vanwege de strategische waarde. Onder deze gebieden vielen: IJsland (dat tot 1944 Deens gebied was), Groenland en de Faeröereilanden. Ondanks protesten van de neutrale IJslandse regering, dat van Denemarken een grote mate van zelfbestuur kreeg, bleven de Britten op het eiland.

#### Duitse bezetting
De Duitse bezetters waren milder jegens Denemarken dan jegens andere landen. Dit kwam ook doordat de Duitsers de Denen beschouwden als hetzelfde ras: ze waren beide Germanen. De Duitsers lieten de regering zitten en de koning mocht ook blijven. Wel moesten de Denen de Duitse bevelen volgen. Alleen de communistische partij werd uitgeschakeld na de invasie in de Sovjet-Unie.
Toen de oorlog een aantal jaren voortduurde werd de Deense bevolking steeds agressiever tegenover de Duitsers. Ze moesten deze buitenlanders niet meer, ondanks de milde regels. De regels waren in de loop van de tijd ook steeds meer aangescherpt vanwege de industriële productie die nodig was. Ook werden vrijwillige Deense soldaten in een aparte divisie geplaatst die onder de Duitsers tegen de geallieerden vocht.
Toen Hitler in 1943 de opdracht gaf om het Joodse probleem in Denemarken op te lossen kwamen de Denen in actie. Het Deense verzet en de regering gingen samen een operatie opzetten om 8.000 Joden naar het neutrale Zweden te vervoeren. Dit lukte bijna helemaal, maar 450 Joden werden afgevoerd. Deze werden naar het kamp Theresienstadt afgevoerd, het 'lichtste' concentratiekamp. Door het collectief optreden was 99% van de Joden gered.

### Griekenland

Griekenland

Griekenland was een betrekkelijk nieuwe staat. Na een vrijheidsoorlog van 1821-1829 was een deel van Griekenland onafhankelijk. Na een aantal Balkanoorlogen die tussen het Ottomaanse rijk en nieuwe staten op de Balkan duurden, was Griekenland flink uitgebreid qua territorium. Na de Eerste Wereldoorlog kreeg het zelfs nog het Bulgaarse stukje land langs de Egeïsche Zee.

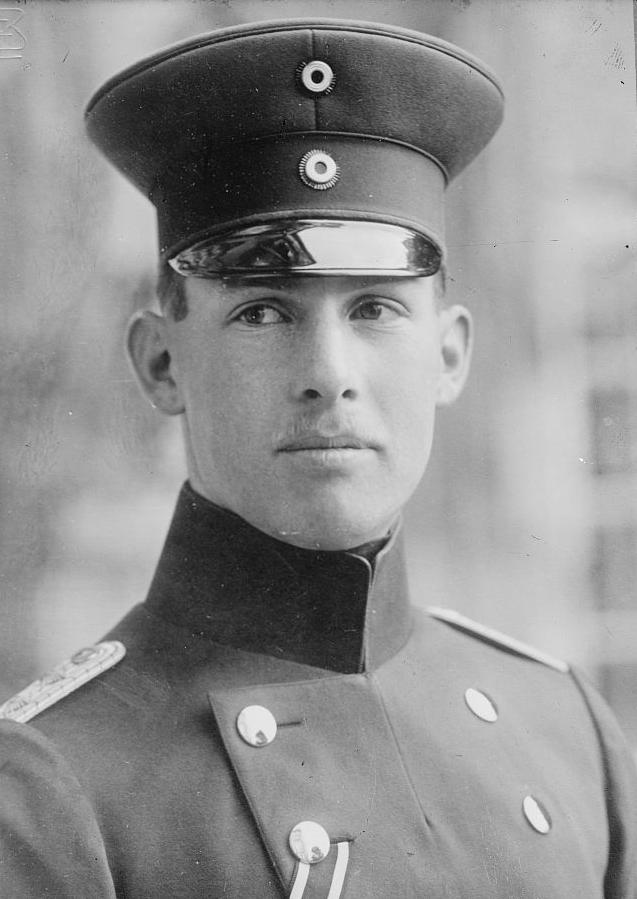
George II van Griekenland

In het Interbellum was er een politieke instabiliteit. In 1924 werd het koninkrijk afgeschaft en kwam er een republiek. Dit na een militaire nederlaag in Anatolië tegen de moderne Turkse Republiek. Griekenland had na de Eerste Wereldoorlog een stuk land in Turkije gekregen maar dit door militaire nederlagen weer verloren. In 1935, na de Depressie die ook in Griekenland zware gevolgen had, werd een coup gepleegd door Griekse generaals. De president van het land, Eleftherios Venizelos, bestuurde het land volgens de generaals niet goed. Het volk was arm en wilde weer normaal kunnen leven. De verbannen koning, George II van Griekenland, werd terug op de troon gezet. Hij zorgde voor stabiliteit in het land.
Hiervoor stelde hij Ioannis Metaxas aan als premier. De koning vreesde dat communisten het land zouden overnemen na de verkiezingen in 1935. Metaxas kreeg vergaande macht om het land te regeren. Hij zag ook dat het Verenigd Koninkrijk een natuurlijke bondgenoot was, vanwege de zeemacht in de Middellandse Zee. Toen Italië in 1939 Albanië annexeerde zag hij het gevaar van Italiaanse overheersing. Mussolini eiste in 1940 dat de Italianen militaire basissen in Griekenland kregen en dat Griekenland afhankelijk werd van Italië. Midden in de nacht schoof de Italiaanse ambassadeur Metaxas het ultimatum onder de neus.
Het Griekse leger was slecht uitgerust voor een confrontatie, maar Metaxas weigerde aan de eisen tegemoet te komen. Mussolini verklaarde Griekenland de oorlog. Griekenland werd op 28 oktober 1940 in de Tweede Wereldoorlog meegezogen toen het Italiaanse leger Griekenland binnenviel vanaf Albanië. De Italianen bleken nog slechter voorbereid op de confrontatie dan de Grieken. De laatsten drongen de Italianen terug op het grondgebied van Albanië. Deze slag was de eerste, die gewonnen werd door de geallieerden en daarom van groot belang voor het moreel.
Hierdoor moest Hitler in 1941 Duitse troepen naar Griekenland sturen om de Italianen te ondersteunen. Door deze militaire operatie was de aanval op de Sovjet-Unie al diverse malen uitgesteld en waren verschillende aanvalsplannen al niet meer van toepassing. Ook moesten de divisies zich zeer snel verplaatsen: van het oostfront naar de Balkan, en van de Balkan (soms zelfs Zuid-Griekenland) weer terug naar het oostfront. De tanks liepen hierdoor slijtage op en de luchtlandingsdivisie was na de aanval op Kreta te zwaar gehavend om nog in te zetten. Menig historicus vat deze gebeurtenissen dan al op als de ommekeer van de oorlog; mede door het feit dat de Duitsers door de vertragingen, de Sovjet-Unie pas in de winter konden aanvallen.
Hoewel de aanval op Griekenland vlot verliep, was er toch felle weerstand vanaf de Griekse zijde. Alleen bij de invasie van Kreta waren er al meer dan 7000 gewonden aan Duitse zijde. Door deze zware verliezen was het plan om de Sovjet-Unie met veel parachutisten aan te vallen al van de kaart. Ook aanvallen op landen omstreeks de Middellandse Zee waren uitgesteld.
Nadat Griekenland was ingenomen en verdeeld onder de asmogendheden waren er veel verzetsbewegingen actief door het hele land. Ondanks verschillende successen verslechterde het verzet door politieke onenigheid onder de verzetsbewegingen. Dit resulteerde in een kleine burgeroorlog, die duurde van eind 1943 tot in de lente 1944. Er was ook verzet door de regering in ballingschap, die verschillende mensen op de been bracht mee te vechten met de Britten.
In 1944 dreigden de Duitse legers door de Sovjet-opmars in de Balkan afgesneden te worden, en trokken ze zich terug. Het verzet en de Britten namen hierop verschillende delen van Griekenland in. Nu de Duitsers verslagen waren laaiden de twisten tussen de communisten en monarchisten opnieuw op, en de volgende fase van de Griekse Burgeroorlog nam zijn aanvang.

### Koninkrijk Joegoslavië

Joegoslavië

Aanvankelijk leek het erop dat Joegoslavië zich bij de As zou aansluiten. Duitsland dwong het op 25 maart 1941 toe te treden tot de As teneinde makkelijker troepen te kunnen verplaatsen voor de geplande strafexpeditie tegen Griekenland. Hoogstwaarschijnlijk wilde de regent, prins Paul niets met de As te maken hebben, maar omringd door vijandige buren en economisch volledig door Duitsland geknecht had hij geen keus.
De bevolking kwam echter massaal in opstand en zette Paul af ten gunste van koning Peter II. De nieuwe regering verwierp deelname aan de As, maar kon slechts de noodzakelijke steun van de Kroatische Boerenpartij verkrijgen indien alsnog tot de As werd toegetreden. Hierop trachtte de regering terug te krabbelen, maar was inmiddels Hitlers woede opgewekt. Op 7 april 1941 werd Joegoslavië samen met Griekenland aangevallen, onder de voet gelopen en onder Duitse supervisie bezet door zijn buren. Als vergeldingsmaatregel lieten Hitler en Göring de Luftwaffe Belgrado bombarderen. Het land werd als volgt verdeeld:
- Italië bezette Zuid-Slovenië, een aantal kustplaatsen, Montenegro en (via Albanië) Kosovo;
- Duitsland bezette Noord-Slovenië;
- Hongarije bezette de Vojvodina;
- Bulgarije bezette Macedonië ('West-Bulgarije');
- Servië viel onder militair gezag van de Wehrmacht, terwijl een Servische marionettenregering het burgerlijk gezag uitoefende en de schijn van nominale onafhankelijkheid ophield;
- Kroatië werd onder Ante Pavelić en de fascistische Ustašabeweging een satellietstaat van Duitsland, en met Bosnië uitgebreid.

De koninklijke regering ging in ballingschap.
De bezettings- en collaboratieautoriteiten werden echter al snel gehinderd door zeer effectief guerrillaverzet. Een belangrijke verzetsbeweging waren de monarchistische Četniks, voortgekomen uit de restanten van het leger, en geleid door kolonel Dragoljub Mihailović. De tweede beweging waren de communistische partizanen van Tito. Na korte samenwerking begonnen de groepen elkaar te bestrijden waarbij de Četniks tot collaboratie overgingen omdat ze de communisten als een groter gevaar gingen zien dan de bezetters en collaborateurs.
De bezetters reageerden met terreur, zo kondigden de Duitsers aan 100 Serviërs te doden voor elke gedode Duitser, en 50 voor elke gewonde Duitser. Nadien begonnen de Duitsers is navolging van de Italianen eveneens met de Četniks samen te werken. De Ustaša maakten direct een begin met hun politiek dat van alle Serviërs '1/3 geassimileerd, 1/3 verdreven, en 1/3 vernietigd worden'. Ook de joden werden hard aangepakt. De Ustaša begonnen met razzia's, terreur en de uiteindelijke deportatie en vernietiging van de in Kroatië wonende joden nadat ze 'klaar waren' met de Serviërs. Dit gaf de joden enkele maanden respijt, waardoor veel van hen naar de Italiaanse bezettingszones konden vluchten, waar militair bevelhebber Mario Roatta weigerde mee te werken aan anti-joodse maatregelen. Na de Italiaanse capitulatie werden deze zones echter alsnog door Kroatië bezet en werden de joden, voor zover niet verder gevlucht, alsnog naar de vernietigingskampen in Polen afgevoerd. In bezet Servië werkten de Duitse militaire en Servische burgerlijke autoriteiten mee aan maatregelen tegen en moordpartijen op joden, en eveneens Kroaten, moslims en Albanezen). In augustus 1942 verklaarden de militaire autoriteiten dat Servië 'judenfrei' was.
De geallieerden steunden aanvankelijk de Četniks, maar verlegden hun steun naar de partizanen ten gevolge van de collaboratie van de Četniks. In 1944 trokken de meeste Duitsers terug naar Oostenrijk en Hongarije om niet door de oprukkende Russen de pas afgesneden te worden. De partizanen konden nu grote delen van Joegoslavië bezetten, en zelfs Noordoost-Italië binnenvielen. Četniks en Ustaša trokken zich terug of werden opgepakt, en het Joegoslavische Volksleger van Tito nam de macht over. Op 29 november 1945 werd de koning formeel afgezet en op 2 december 1945 hield het koninkrijk Joegoslavië formeel op te bestaan en ontstond de Federale Volksrepubliek Joegoslavië.

### Luxemburg

Luxemburg

Luxemburg was net zoals enkele andere landen een jonge staat. Tot 1890 behoorde het tot het Koninkrijk der Nederlanden. Dit veranderde toen er geen mannelijke opvolger op de Nederlandse troon kwam. In de afspraken die rond het Napoleontische tijdperk zijn gemaakt zou dit betekenen dat Luxemburg onafhankelijk werd.

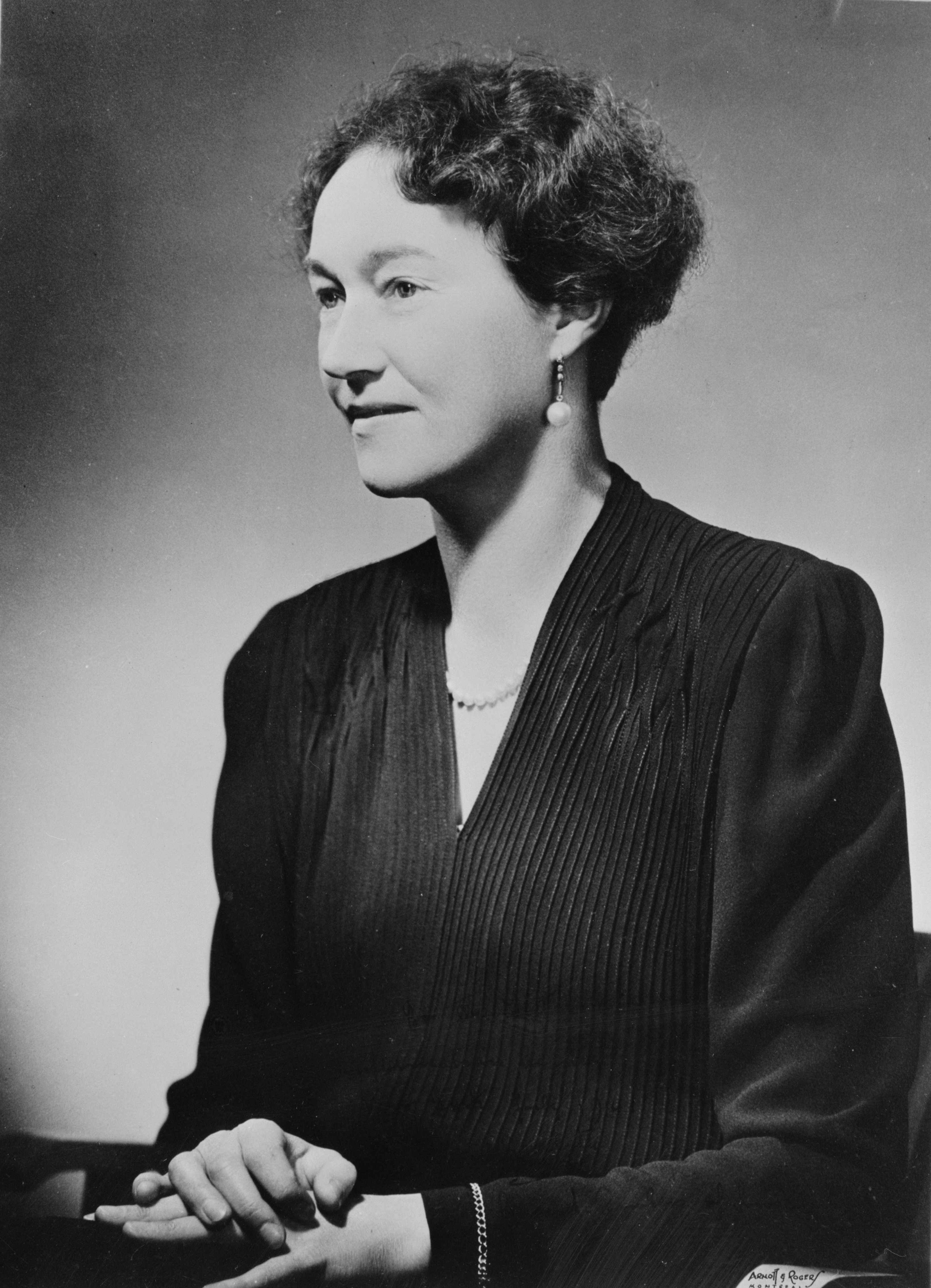
Charlotte van Luxemburg

Luxemburg lag erg ongelukkig tussen Frankrijk en Duitsland in. Als de landen elkaar zouden aanvallen zou Luxemburg waarschijnlijk bij het conflict betrokken worden. Dit gebeurde dan ook in de Eerste Wereldoorlog. Na 4 jaar Duitse overheersing, in Luxemburg was onder andere het Hoofdkwartier van de Duitse strijdmacht in het westen gevestigd, werd het land bevrijd. Ook de jaren 30 zorgde voor onrust in Luxemburg. De communisten kregen weinig kans van de regering onder leiding van Joseph Bech. In 1937 werd Pierre Dupong premier. Hij zou het land tot aan zijn dood in 1953 het land leiden. De regering behield, ondanks veel kritiek, een vriendelijk politiek met nazi-Duitsland. Desalniettemin werd het land veroverd tussen 9-10 mei. De regering vluchtte naar Engeland waar de Groothertogin van Luxemburg, Charlotte, bleef in Londen de oorlog voortzetten. Hierbij sprak ze vaak voor de BBC-Radio om de Duitsers te doen overwegen het land te verlaten en riep ze de Luxemburgers op om zich te verzetten.
Luxemburg had in het verleden tot de Duitse Bond en het Heilige Roomse Rijk behoord, en was Duitstalig (Luxemburgs was nog niet als taal erkend). Het werd door de Duitsers dan ook gezien als een deel van Duitsland. Op 17 mei 1940 richtte de middelbareschoolleraar Damian Kratzenberg de Luxemburgse Volksduitse Beweging (VDB) op, die een aansluiting van Luxemburg bij Duitsland voorstond. Bovendien werd op 2 augustus 1940 het militaire bestuur vervangen door een civiel bestuur onder Gustav Simon, de Gauleiter van de Gau Trier-Koblenz.
Tussen 1940 en 1942 werd Luxemburg langzaam klaargestoomd voor de annexatie.
- Luxemburgse staatsorganen zoals de Conseil d'Etat werden ontmanteld;
- Het dagelijks leven werd gegermaniseerd. De Franse taal werd verboden en zelfs uitdrukkingen als 'Merci', 'Addi' (immers van het Franse 'adieu') en 'Monsieur' werden niet langer getolereerd. Te Frans klinkende achternamen moesten worden vervangen: Dupont werd bijvoorbeeld Bruckner.
- Luxemburg werd blootgesteld aan een niet aflatende stroom nazipropaganda;
- Luxemburgers werden gedreigd met ontslag wanneer zij niet lid werden van de VDB. De VDB groeide tot 85.000 leden, hoewel de meesten niet uit overtuiging maar onder dwang lid waren;
- Notoire weigeraars, alsmede zij die actief of passief verzet pleegden, werden inderdaad ontslagen en gevangengezet, en uiteindelijk gedeporteerd naar kampen in oostelijk Duitsland;
- De Neurenberger wetten werden toegepast en de Jodenvervolging werd in gang gezet;
- De Gestapo legde van vrijwel iedere Luxemburger een dossier aan, waarin diens activiteiten en politieke opvattingen werden bijgehouden middels een netwerk van verklikkers.

De Luxemburgers weigerden massaal het Duits staatsburgerschap, maar hun land werd in augustus 1942 toch geannexeerd en kreeg een soortgelijke status als Elzas-Lotharingen. Dit leidde er eveneens toe dat Luxemburgse jongens en mannen dienstplichtig werden in het Duitse leger.
Van de 3.800 Joden die in 1940 in Luxemburg verbleven, vluchtten er 2,000 direct bij de invasie, zodat op 10 mei 1940 1,800 Joden over waren. Ze werden onderworpen aan beroepsverboden en allerlei andere anti-joodse maatregelen. Het eerste bezettingsjaar werden 619 Joden door de Gestapo het land uitgezet en naar Spanje gedeporteerd, maar omdat dat land hen ook niet accepteerde leidde dit ertoe dat ze van hot naar her werden gesleept. Vanaf oktober 1941 begon Simons antisemitische beleid gewelddadiger te worden met vernielingen van synagogen en deportaties. 683 Joden werden uiteindelijk gedeporteerd waarvan er slechts 43 terugkeerden. Op 17 juni 1943 verklaarde Simon dat Luxemburg 'judenrein' was.
Gedurende de bezetting probeerde het volk om de Duitse terreur tegen te gaan. De meerderheid van de Luxemburgers was tegen de bezetting en annexatie en verzette zich passief, sommigen gingen over tot actief verzet. Enkele partijen, met een groot deel uit de communistische partij, organiseerden een verzet in coöperatie met enkele burgers. In september 1942 brak een algemene staking uit als reactie op de annexatie en afkondiging van de dienstplicht. Simon reageerde hierop met terreur, kondigde de noodtoestand uit, liet duizenden stakers arresteren en martelen, en stuurde een paar honderd Luxemburgers naar de kampen terwijl hun huizen door Duitse immigranten in gebruik werden genomen. Dit markeerde een omslagpunt, en sindsdien regeerde Simon openlijk met dwang en terreur.
Nadat de geallieerden in Frankrijk geland waren, werd snel Noordwest-Europa bevrijd. Ook Luxemburg werd in 1944 voor het grootste deel bevrijd. In het Ardennenoffensief werd Luxemburg weer een strijdtoneel. Het noordelijkste deel van het land werd terugveroverd maar binnen een maand was door een tegenoffensief het land weer helemaal bevrijd. Extra wrang was het feit dat dienstplichtige Luxemburgers in deze slag gedwongen werden aan Duitse zijde mee te vechten tegen hun bevrijders.
In de oorlog was ook toenadering gezocht door middel van een handelsunie: de Benelux. Na de oorlog namen Luxemburgse troepen deel aan de bezetting van aan Luxemburg grenzende delen van Duitsland, onder Franse supervisie.

### Nederland

Nederland

Duitse plannen omtrent een invasie van Nederland waren gebaseerd op een plan van generaal von Manstein. Hierin werd kenbaar gemaakt dat de Duitsers via de Belgische Ardennen bij Sedan Frankrijk binnenvielen. Daarna konden ze naar de kust trekken en zo een grote omsingeling maken waardoor deze legers in het noorden uitgeschakeld werden en Frankrijk verslagen werd.
Nederland werd binnengevallen als bescherming van de westelijke grens en als afleidingsmanoeuvre.
Men ging daarbij voorbij aan de gevolgen buiten Europa. Immers het nog neutrale Nederlands-Indië was een belangrijke bron van olie voor de Japanse oorlog tegen China. (De latere, gezamenlijke olieboycot met Engeland en de Verenigde Staten bracht Japan tot zijn aanval op Pearl Harbor en de verovering van Nederlands-Indië.)
In het algemene beeld van de aanval op Frankrijk was Nederland slechts een nevenoperatie. De enige reden dat Duitsland toch een tamelijk forse legermacht tegen Nederland in het veld bracht, was dat het niet het risico wilde lopen dat een omvangrijke Britse interventiemacht in Nederland zou landen en vanuit Nederland het Duitse Ruhrgebied zou bedreigen.
In augustus 1939 werd Nederland gemobiliseerd. Op vitale punten waren bunkers gebouwd; daarmee was Nederland voldoende voorbereid, meende men. Men realiseerde zich niet dat de gemobiliseerde troepen sinds de mobilisatie vooral de eigen stellingen hadden gebouwd. Ze waren als grondwerker actief geweest, maar niet getraind als soldaat.
Geruchten over de smokkel van Nederlandse militaire uniformen naar Duitsland brachten de Nederlandse regering niet in paniek. Nederland kende immers toch al honderd jaar vrede? En in de Eerste Wereldoorlog was het land toch ook neutraal gebleven?
Ook toen er steeds meer krantenberichten opdoken over het samentrekken van Duitse troepen aan de Nederlandse grens, werden de berichten door minister-president De Geer genegeerd. Een waarschuwing van de Nederlandse spionagedienst, dat Duitsland begin mei Nederland zou aanvallen, werd door de regering 'niet betrouwbaar' geacht.
In de periode 1937 - mei 1940 wist het Ministerie van Oorlog nog een aanzienlijke uitbreiding van de materiële sterkte van het leger te bewerkstelligen. Zo werd met name modern 47 mm antitankgeschut en modern luchtafweergeschut aangeschaft, en werden 39 moderne pantserwagens in de bewapening opgenomen. Het leger had echter een groot tekort aan moderne artillerie, voldoende en moderne machinegeweren, - mortieren en gebrek aan training, dit vooral door de achterstand op landen die beter bewapend en ervaren uit de Eerste Wereldoorlog kwamen. Hierdoor kon men de helft van het leger niet in divisieverband opstellen omdat de artillerie daarvoor ontbrak. Het bewapeningsniveau was dat van een leger uit 1900. Ook de Militaire Luchtvaart kreeg nog een zeventigtal moderne toestellen (Fokker T V, Fokker G1 en Fokker D 21) in de laatste jaren voor de oorlog. De uitgaven werden echter beperkt gehouden en tevens ondervond men veel problemen met het onderbrengen van de opdrachten omdat de hele wereld aan het herbewapenen was en Nederland maar weinig inheemse defensie-industrie bezat. Grondstoffen waren daarnaast ook vaak schaars.
Sommige wapenorders werden geplaatst bij Krupp in Duitsland. Hoewel de Duitse regering deze orders aanvankelijk had goedgekeurd werd (achteraf om voor de hand liggende redenen) nooit geleverd en hielden de Duitsers de Nederlanders voortdurend aan het lijntje. Uiteindelijk, toen het te laat was om nog bij andere landen wapens te bestellen, trokken de nazi's in de Duitse regering de stekker eruit.

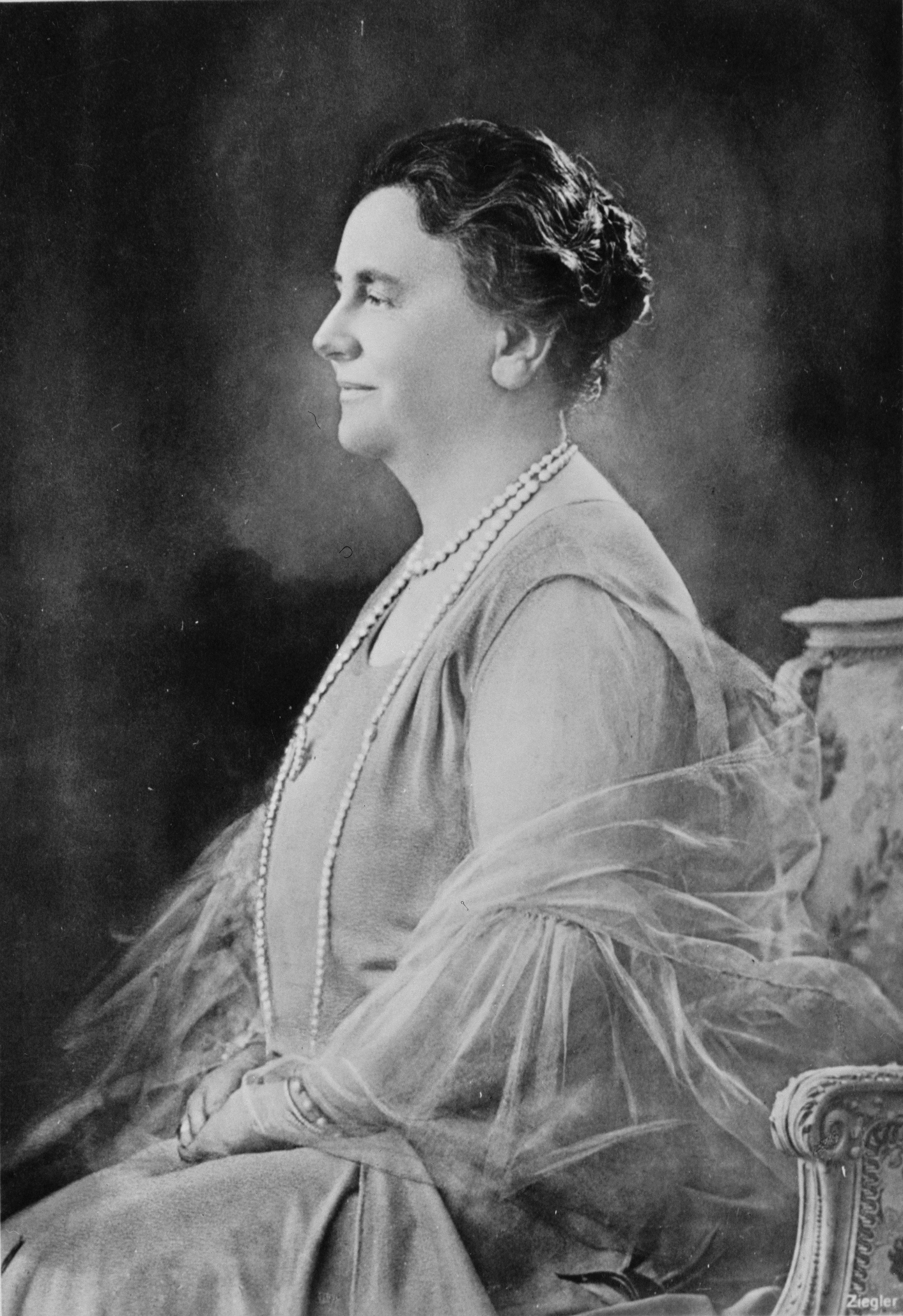
Koningin Wilhelmina der Nederlanden.

Privé-initiatieven kwamen ook van de grond: onder andere in Leeuwarden (Nederland), Delft (Nederland)en Den Haag (Nederland) werd op privé- of bedrijfsinitiatief luchtafweergeschut in Zwitserland aangekocht en geplaatst. Deze onderdelen werden door de Vrijwillige Luchtafweer Dienst bezet.
Op 9 november werden in het Venlo-incident twee Britse geheime agenten op Nederlands grondgebied gevangengenomen door de Gestapo. Hierbij kwam de Nederlandse luitenant Dirk Klop om het leven.
Majoor Sas (Nederland), militair attaché in Berlijn, liet weten dat Adolf Hitler op 12 november 1939 een aanval op Nederland wilde laten uitvoeren. Zijn berichten werden vol ongeloof ontvangen. Slechts na persoonlijke inzet van koningin Wilhelmina werd op 9 en 10 november het gebied voor de Grebbelinie onder water gezet. 2.000 mensen werden geëvacueerd. Toen 12 november voorbij ging zonder inval, keerde de rust snel terug.
Op 10 januari 1940 maakte een Duits militair vliegtuigje een noodlanding bij Maasmechelen (België) De inzittenden probeerden in paniek papieren te verbranden; deze papieren bevatten het plan Fall Gelb, het Duits offensief tegen Frankrijk, België en Nederland. De Belgische inlichtingendienst veronderstelde dat deze manoeuvre een misleiding was.
De inlichtingenbron van majoor Sas was kolonel Hans Oster, werkzaam bij de Duitse spionagedienst Abwehr. Toen Hitler de planning van Fall Gelb wijzigde, gaf Oster verschillende malen nieuwe data door. De opeenvolgende wijzigingen van de datum veroorzaakten in politiek Den Haag steeds meer ongeloof. Toen Sas dan ook op 9 mei meldde: morgenvroeg bij het aanbreken van de dag, was er vrijwel niemand meer die hem geloofde. Desondanks werden alle buitenverdedigingen in de hoogste staat van paraatheid gebracht. Helaas niet de binnenverdediging in en langs Vesting Holland.
Toch bleef Nederland in die dagen niet helemaal achteloos. Toen een Nederlandse KLM-vlieger in april rapporteerde hoe Duitse luchtlandingstroepen in april zich snel meester hadden gemaakt van Noorse en Deense vliegvelden, besloot de regering elk groot militair vliegveld (Schiphol, Ockenburg, Valkenburg, Ypenburg en Waalhaven) door een bataljon infanterie te laten bewaken. De regering stelde zich hierbij echter in op kleine luchtlandingen naar 'Noors en Deens model'.

### Polen

Tweede Poolse Republiek

Polen was net zoals veel staten in Midden- en Oost-Europa na 1918-1919 (weer) onafhankelijk geworden. Na precies 123 jaar van Russische, Pruisische en Oostenrijkse overheersing kwam Polen als de Tweede Poolse Republiek wederom op de kaart van Europa.
Nadat Tsjecho-Slowakije door Duitsland was geannexeerd, begon Duitsland zich weer met Polen te bemoeien. Hitler was het niet eens met de beslissing in Versailles; met name de kwestie rond de Poolse Corridor en de afgestane gebieden aan Polen na 1919. Al in zijn eerste speeches wilde Hitler een verwerping van het Verdrag van Versailles en hiermee een teruggave van de verloren gebieden. Daar wilde Polen niets van weten; dit land was slechts 21 jaar eerder weer op de kaart verschenen en was niet van plan om zijn soevereiniteit zo maar op te geven. Polen kreeg daarbij steun van Frankrijk en Groot-Brittannië. Deze relatie was ook het begin van het Geallieerde bondgenootschap, waarbij Frankrijk overigens al sinds de Pools-Russische Oorlog (1919-1921) militaire steun en advies had geleverd aan de jonge republiek.
Toen Hitler aan de macht kwam in 1933-1934, was Duitsland nog steeds gebonden aan het kleine leger dat bepaald was door Versailles. Om eventuele Poolse interventie in de Duitse politiek tegen te gaan en om Polen de schijn te geven dat ze veilig waren, besloot hij om een niet-aanvalsverdrag met Polen te tekenen.
In Europa begon de Tweede Wereldoorlog, op 1 september 1939 met de inval van Duitsland op Polen (operatie Fall Weiss). Het Poolse leger werd al snel teruggedrongen door het Duitse leger. Nadat Duitsland Polen was binnengevallen zonden ze een bericht naar de Sovjet-Unie dat die Polen daarna ook kon aanvallen, wat uitmaakte van het Molotov-Ribbentroppact. Ondanks de technologische voorsprong en de numerieke overmacht van de Duitsers wisten de Polen het dezen knap lastig te maken. Warschau werd op 8 september bereikt door de Duitsers en op 12 september was de stad omsingeld. Ondertussen bombardeerden de Duitsers Warschau dagelijks, waarbij duizenden burgers omkwamen. Op 28 september 1939 capituleerde de stad. De staat heeft zich nooit overgegeven aan de Duitsers. Bijna één op de vijf Polen (waarvan de helft joods) zou de oorlog niet overleven in een ontmanteld Polen, dat deels was geannexeerd door nazi-Duitsland en deels het Generaal-gouvernement vormde waar de Duitsers de vernietigingskampen zouden situeren. Het verzet, met als hoogtepunten de Opstand van Warschau en de Opstand in het getto van Warschau, maakte het de Duitse bezetter bijzonder lastig.
Tijdens het verdere verloop van de oorlog zullen meer dan een half miljoen Poolse soldaten zowel aan het Oostfront als aan het Westfront aan geallieerde zijde vechten. Numeriek was dit het vierde geallieerde leger op het Europese strijdtoneel, groter dan "Grote" mogendheid Frankrijk bijvoorbeeld, maar tot verbittering van de Polen leverde dat na de Tweede Wereldoorlog geen aansluiting bij het westen op. De wereldleiders en overwinnaars Churchill, Roosevelt en Stalin plaatsen Polen tegen zijn wil in het Oostblok onder controle van de Sovjet-Unie, evenals de rest van Oost-Europa en een groot deel van Midden-Europa.